# Barcelona KIA 2008
Barcelona KIA 2008 — жіночий тенісний турнір, що проходив на відкритих кортах з ґрунтовим покриттям. Це був другий за ліком Barcelona Ladies Open. Належав до турнірів 4-ї категорії в рамках Туру WTA 2008. Відбувся в David Lloyd Club Turó в Барселоні (Іспанія) з 9 червня до 15 червня 2008 року. Марія Кириленко здобула титул в одиночному розряді.

## Переможниці та фіналістки

### Одиночний розряд
Марія Кириленко —  Марія Хосе Мартінес Санчес, 6–0, 6–2
- Для Кириленко це був 2-й титул за сезон і 4-й - за кар'єру.

### Парний розряд
Лурдес Домінгес Ліно /  Аранча Парра Сантонха —  Нурія Льягостера Вівес /  Марія Хосе Мартінес Санчес, 4–6, 7–5, 10–4